# Kampli
Kampli é um cidade no distrito de Bellary, no estado indiano de Karnataka.

## Geografia
Kampli está localizada a 15° 24′ N, 76° 37′ L. Tem uma altitude média de 414 metros (1358 pés).

## Demografia
Segundo o censo de 2001, Kampli tinha uma população de 35 386 habitantes. Os indivíduos do sexo masculino constituem 50% da população e os do sexo feminino 50%. Kampli tem uma taxa de literacia de 55%, inferior à média nacional de 59,5%: a literacia no sexo masculino é de 65% e no sexo feminino é de 46%. Em Kampli, 13% da população está abaixo dos 6 anos de idade.